# IC 3768
IC 3768 је појединачна звијезда у сазвјежђу Ловачки пси која се налази на листи објеката дубоког неба у Индекс каталогу.
Деклинација објекта је + 40° 35' 51" а ректасцензија 12h 46m 40,7s.